# Múlakvísl
Múlakvísl – rzeka lodowcowa w południowej Islandii, wypływająca z jęzora lodowcowego Kötlujökull (część lodowca Mýrdalsjökull) na wysokości około 200 m n.p.m. W górnym biegu mija twardzielec Hafursey. Płynie generalnie w kierunku południowym dość szeroką doliną (do 3 km) wzdłuż zachodniego obrzeżenia sandru Mýrdalssandur, rozdzielając się na wiele koryt (rzeka roztokowa). Uchodzi do Oceanu Atlantyckiego około 6 km na wschód od miejscowości Vík í Mýrdal.
Kilka kilometrów przed ujściem do oceanu, około 8 km na wschód od Vík, nad rzeką zbudowano most w ciągu drogi krajowej nr 1.
Stan wody w rzece oraz jej przewodność elektryczna są stale monitorowane, gdyż powiązane są z możliwością erupcji wulkanu Katla pod lodowcem Mýrdalsjökull. Podwyższona przewodność wody oznacza dopływ stopionej wody na skutek aktywności geotermalnej. Na rzece zdarzają się duże powodzie lodowcowe jökulhlaup, m.in. w 1955 roku. Gwałtowny przybór wody (o 5 m w ciągu kilku minut) 9 lipca 2011 roku doprowadził do zniszczenia mostu na drodze nr 1. Do mniejszych powodzi lodowcowych dochodziło w latach 2017 i 2019. Zagrożenie dla osób stwarzają wówczas również opary siarkowodoru wydobywające się z rzeki.